# Psilotrichum schimperi
Psilotrichum schimperi är en amarantväxtart som beskrevs av Adolf Engler. Psilotrichum schimperi ingår i släktet Psilotrichum och familjen amarantväxter. Utöver nominatformen finns också underarten P. s. gramineum.